# Saundatti-Yellamma
Saundatti-Yellamma là một thị xã của huyện Belgaum thuộc bang Karnataka, Ấn Độ.

## Nhân khẩu
Theo điều tra dân số năm 2001 của Ấn Độ, Saundatti-Yellamma có dân số 38.212 người. Phái nam chiếm 51% tổng số dân và phái nữ chiếm 49%. Saundatti-Yellamma có tỷ lệ 61% biết đọc biết viết, cao hơn tỷ lệ trung bình toàn quốc là 59,5%: tỷ lệ cho phái nam là 70%, và tỷ lệ cho phái nữ là 51%. Tại Saundatti-Yellamma, 14% dân số nhỏ hơn 6 tuổi.